# Mierda (canción)
«Mierda» es el título de una canción del grupo de hip hop español Violadores del Verso. Da nombre también al álbum sencillo en el que se publicó en 1999. En 2001 publicaron una reedición conjunta de los cuatro temas de este sencillo con los seis del EP de 1998 Violadores del Verso, pudiendo así comercializar un disco con una duración de LP.

## El tema
Mierda es una composición de rap de 9'53 minutos, con letra de Kase.O y música de R de Rumba (Ruben Cuevas). Según ha declarado Kase.O, muchos músicos limitan la duración de sus obras a tres o cuatro minutos para que las difundan en las radiofórmulas. Kase.O asume que las radios comerciales no iban a emitir sus letras aunque se ciñese a esa convención y, como considera que tiene mucho que contar, tiende a grabar piezas más largas que los raps habituales.[cita requerida]
Kase.O carga con toda la parte vocal del tema, salvo un par de frases que le contesta una voz femenina.
La letra empieza con una invocación a Poseidón y a «Calíope, augusta entre las musas». Prosigue Kase.O contándonos historias de su vida en Zaragoza y aludiendo a su DJ R de Rumba. Después pega un repaso crítico a la escena hip hop zaragozana. La mayor parte del corte, rapea en un tono tranquilo, pero en el minuto 7 menciona a Metro (un MC del grupo Geronación, con el que tuvo problemas personales), y se transforma: acelera el ritmo vocal (la parte instrumental mantiene su tempo tranquilo), adopta un tono de enfado e irritación y califica agriamente a Metro, con mayor abundancia de palabras malsonantes que al principio de la letra.

## Kase.O vs Metro
Popularmente se cree que éste conflicto tuvo como raíz ciertas acusaciones de Metro a Kase.O de venderse al dinero y pervertir su rap. También por una serie de llamadas telefónicas por parte de Metro cargadas de amenazas y ataques. A esto hizo también Kase.O alusión en la letra de la canción "Trae ese ron" (del disco "Vicios y Virtudes" de Violadores del Verso), donde decía "entiendo a los que me rechazan, hay otros que me abrazan, y otros me llaman y me amenazan".
Este caso de beef ha sido uno de los más remarcados en la escena española.
En el capítulo 2 de la primera parte del documental Spanish Players 2 se mostró por primera vez un acercamiento entre ambos, con Kase.O señalando que por su parte "Fue un tema en un momento determinado, con motivo, motivado, respondiendo a una provocación y ahí se quedó la movida", y con Metro diciendo que aunque no le gustaban las rimas de Kase.O de la época del beef reconocía que Kase.O en la actualidad era el mejor MC del país: "Tiene todos los flows que quieras, es hábil, es listo y es una persona sencilla, no ha cambiado con los años y no puedo decir otra cosa".
Finalmente, en el año 2012 se produjo la reconciliación pública definitiva, cuando Kase.O acudió a un concierto de La Técnika (grupo actual de Metro y Dejota Soyez) en la Sala el Arrebato de Zaragoza, y para sorpresa de los asistentes subió al escenario con Metro e hicieron las paces haciendo un alegato a favor de la unidad. Asimismo, unas semanas después del concierto el colectivo musical Masquepalabras.org subió un nuevo vídeo grabado en los backstage del concierto, en el que Dejota Soyez, Metro y Kase.O interpretaban juntos un tema a capela, suponiendo esto el final de uno de los beefs más famosos de la historia del hip hop en castellano.

## El disco
En portada se lee «Violadores del Verso presenta a Kase-O en: Mierda». Violadores es un grupo de rap de cuatro miembros, R de Rumba (DJ), Kase-O, Lírico, y Hate (en una fotografía interior aparecen los cuatro), pero solo R de Rumba y Kase-O participan en este disco.
El disco fue grabado en Huesca con el ingeniero Álvaro Britián, y publicado por Avoid Records. Contiene cuatro cortes:
1. Mierda (9:53 minutos)
2. Ballantines (5:18 min)
3. Mierda (instrumental) (9:51 min)
4. Ballantines (instrumental) (5:45 min)